# نوذر پرنگ
نوذر پرنگ (۲۰ اسفند ۱۳۱۶ – ۲۲ مرداد ۱۳۸۵) شاعر و ترانه‌سرای ایرانی بود که نام او بیشتر به خاطر سرودن شعر ترانهٔ مشهور «تولد، تولد، تولدت مبارک!...» شنیده می‌شود، امّا نزد علاقه‌مندان به شعر و ادبیات فارسی، وی به خاطر غزلیات خود، که با در هم آمیختن مضامین تازه با مفاهیم کلاسیک سروده‌ است، شهرت دارد. نوذر پرنگ شاعری است که در چندین قالب شعر سروده است. قالب‌هایی که او به کار گرفته غزل، مثنوی، چارپاره و شعر نو هستند. او همچنین با مبانی زبان‌شناسی و ریشه‌شناسی واژه آشنائی کامل داشت و در زمینهٔ زبان‌های باستانی و زبان پهلوی و اوستایی در آمریکا تحصیل کرده‌بود.

## سرگذشت
«نوذر پرنگ» در ۲۰ اسفندماه ۱۳۱۶ در تهران دیده به جهان گشود. تحصیلات ابتدایی خود را در همین شهر انجام داد و برای دبیرستان به مدرسهٔ دارالفنون وارد شد و با بهرام بیضایی، داریوش آشوری، نادر ابراهیمی و عباس پهلوان هم‌درس شد. وی همچنین یک سال هم در دبیرستان ابوریحان تحصیل کرد.
«پرنگ» سرودن شعر را از همان دوران دبیرستان آغاز کرد و کم‌کم برخی از اشعارش را برای صفحات ادبیِ نشریاتِ مختلف دورانِ خویش فرستاد. شعرهای «پرنگ»، که به زودی شهرت و محبوبیت برای او به ارمغان آورد، نخستین بار در روزنامه‌های آن هنگام و بعدها در صفحهٔ ادبی هفته‌نامه روشنفکر، که «ترانه‌های بهشتی» نام داشت و فریدون مشیری این صفحه را اداره می‌کرد، چاپ شد.
در دهه‌های ۱۳۳۰ و ۱۳۴۰ شعرهای «پرنگ» علاوه بر نشریه روشنفکر در ماهنامه سخن نیز چاپ می‌شد و خوانندگان بسیار داشت. او می‌خواست تنها به نام نوذر پرنگ نامیده شود.
او در نوجوانی و برای طبع‌آزمایی ترانه‌سرایی برای خوانندگان مرد و زن رادیو را آغاز کرد و برای خوانندگانی همچون ویگن، پوران، الهه، منوچهر سخائی، گوگوش، مهتاب و دیگر هنرمندان، بیش از یکصد ترانه سرود که معروف‌ترین آن‌ها، که اثری مشترک با پرویز خطیبی است،ترانهٔ بسیار مشهور تولدت مبارک  است (بیت اول ترانه یعنی "لبت شاد و دلت خوش، چو گل پرخنده باشی" را پرویز خطیبی و بیت "بیا شمع‌ها را فوت کن، که صد سال زنده باشی" را نوذر پرنگ سروده‌اند. در اجرای اول آهنگ، دکلمه شروع آهنگ توسط آذرپژوهش، گوینده رادیو، خوانده شد و اجرای آهنگ بر عهده بلا الوندی (دختر نیکول الوندی و خواهرزاده ویگن) بود که با همراهی گروه کر خوانده شد)، از دیگر ترانه‌های آشنای او می‌توان از «غروبا که میشه روشن چراغا» (با آهنگ و صدای منوچهر سخایی) و اسب سُم طلا (با آهنگ عطاءالله خرم و صدای ویگن) یاد کرد.
«پرنگ» در سرودن شعرهای کلاسیک (غزل، مثنوی) به اعتقاد صاحب‌نظران سبک منحصر به فرد خود را داشت که از ویژگی‌های این سبک پیوند مضامین معاصر با سبک‌های عراقی و هندی است. وی همچنین از دوران جوانی خویش آشنایی نزدیکی با علی اسفندیاری (نیما یوشیج) پیدا کرد و با او رفت‌وآمد داشت که همین آشنایی موجب شد که وی در عرصهٔ شعر نو نیز به طبع‌آزمایی بپردازد.
در سال ۱۳۴۹ «نوذر پرنگ» به دعوت برادرش راهی آمریکا شد و در آنجا نخست به تحصیل در رشته ادبیات پرداخت و سپس در دانشگاه رایس در حوزهٔ ادبیات تطبیقی و زبان‌شناسی باستان نیز تحصیل کرد.
حد فاصل سال‌های ۱۳۴۰ تا ۱۳۵۷ موفق‌ترین سال‌های زندگی هنری و ادبی «نوذرپرنگ» بود، چرا که او، بهترین و زیباترین شعرهایش را در همین سال‌ها سرود و در ماهنامهٔ سخن و همین‌طور هفته‌نامه‌هایی همچون روشنفکر، سپید و سیاه، امید ایران و هفته‌نامه فردوسی منتشر کرد.
دربارهٔ سبک اشعار کلاسیک بویژه غزلهای «نوذر پرنگ» می‌توان گفت که شعرش دارای زبانی صمیمی و عاطفی است و با آنکه ظاهرا غزلهایش سنتی است اما از بسیاری از تکنیک ها و فضاهای شعر نو استفاده کرده است؛ و به عبارت بهتر او همواره سعی داشت که زبان کلاسیک غزل را به روز نماید و البته در این سعی موفق هم بود. در زمینهٔ اشعار نو و نیماییِ او نیز باید گفت شعرهایی که وی به سبک نیما سروده بود، تشویق نیما را برمی‌انگیخت و مورد توجه او قرار می‌گرفت.
تیزبینی حیرت‌انگیز و گرایش‌های پوچ‌گرایانه و نیهیلیستی، از ویژگی‌های شاخص اشعار نیماییِ «پرنگ» است.
از لحاظ تصاویر بکر غزلهای نوذر پرنگ تاثیر فراوانی در جنبش غزل فرم و از لحاظ زبانی بر شکل گیری غزل مینی مال و از لحاظ محتوایی نیز بر غزل پست مدرن داشته است.
«پرنگ» سال‌ها از آسم و سیروز کبدی رنج می‌برد و سرانجام در روز ۲۲ مردادماه سال ۱۳۸۵، درگذشت. وی در  قطعه ۸۸ ردیف ۱۴۸ شماره ۱۵ بهشت زهرای تهران به خاک سپرده شد.

## ترانه‌شناسی
| نام خواننده   | نام ترانه                     | ترانه سرا | آهنگساز          | تنظیم            |
| ------------- | ----------------------------- | --------- | ---------------- | ---------------- |
| ویگن          | فنجون طلا                     | نوذر پرنگ | عطاالله خرم      | عطاالله خرم      |
| ویگن          | غزال                          | نوذر پرنگ | عطاالله خرم      | عطاالله خرم      |
| ویگن          | اسب سُم طلا                    | نوذر پرنگ | عطاالله خرم      | عطاالله خرم      |
| ویگن          | تولدت مبارک                   | نوذر پرنگ | انوشیروان روحانی | انوشیروان روحانی |
| کوروش یغمایی  | تفنگ دسته‌نقره                 | نوذر پرنگ | کوروش یغمایی     | کوروش یغمایی     |
| کوروش یغمایی  | قصه                           | نوذر پرنگ | کوروش یغمایی     | کوروش یغمایی     |
| کوروش یغمایی  | سرنوشت                        | نوذر پرنگ | کوروش یغمایی     | کوروش یغمایی     |
| کوروش یغمایی  | غمناک                         | نوذر پرنگ | کوروش یغمایی     | کوروش یغمایی     |
| کوروش یغمایی  | خیابان                        | نوذر پرنگ | کوروش یغمایی     | کوروش یغمایی     |
| کوروش یغمایی  | باغ                           | نوذر پرنگ | کوروش یغمایی     | کوروش یغمایی     |
| کوروش یغمایی  | دنیاها و فاصله‌ها              | نوذر پرنگ | کوروش یغمایی     | کوروش یغمایی     |
| منوچهر سخایی  | کلاغ‌ها                        | نوذر پرنگ | پرویز مقصدی      | پرویز مقصدی      |
| عارف          | خواستگاری                     | نوذر پرنگ | عطاالله خرم      | عطاالله خرم      |
| رامش          | خواب بیداری                   | نوذر پرنگ | عطاالله خرم      | عطاالله خرم      |
| گوگوش         | خواب بیداری                   | نوذر پرنگ | عطاالله خرم      | عطاالله خرم      |
| گوگوش         | آسه برو ، آسه بیا             | نوذر پرنگ | عطاالله خرم      | عطاالله خرم      |
| گوگوش         | عروسک قشنگم                   | نوذر پرنگ | عطاالله خرم      | عطاالله خرم      |
| گوگوش و رامین | رویای نقش بر آب (خواب و خیال) | نوذر پرنگ | عطاالله خرم      | عطاالله خرم      |
| گوگوش         | عمر غمگین                     | نوذر پرنگ | عطاالله خرم      | عطاالله خرم      |

## آثار
- فرصت درویشان، مجموعه اشعار «نوذر پرنگ» به کوشش: سعید نیاز کرمانی، انتشارات پاژنگ، چاپ سال ۱۳۶۵
- آن سوی باد، مجموعه‌ای از سروده‌های «نوذر پرنگ» (شامل غزل‌ها، شعرهای نیمایی، شعرهای سپید، مثنوی‌ها و چهار پاره‌های به هم پیوستهٔ او)، به کوشش: بیژن ترقی، انتشارات سنائی، چاپ سال ۱۳۸۲
- مقالاتی در حوزه ادبیات و نقد ادبی همچون «نظری بر مقدمه حافظ سایه»